# Cadrema matema
Cadrema matema är en tvåvingeart som först beskrevs av Charles Howard Curran 1936.  Cadrema matema ingår i släktet Cadrema och familjen fritflugor. Inga underarter finns listade i Catalogue of Life.